# 稲荷神社 (草加市稲荷三丁目)
稲荷神社（いなりじんしゃ）は、埼玉県草加市の神社。

## 歴史
創建年代は不明である。ただ江戸時代初期に新田開発が行われており、当社は立野堀新田の下根通の鎮守であったことから、その頃に創建されたものと推測される。なお上根通にも上根稲荷神社が別途祀られている。
村の鎮守であったが、安政年間（1854年 - 1860年）までは地主の屋敷神として管理していた。その後、村民全体の管理に移行した。
明治初期に、近代社格制度に基づく「村社」に列せられた。なお上根稲荷神社は格が与えられない「無格社」であった。明治末年の神社合祀では、双方ともに有力な氏子がいたことから、合祀されずに済んでいる。

## 交通アクセス
- 草加駅より徒歩24分。